# Nokere Koerse 2019
La Nokere Koerse 2019, ufficialmente Danilith - Nokere Koerse, settantaquattresima edizione della corsa, valevole come evento dell'UCI Europe Tour 2019 categoria 1.HC, si svolse il 20 marzo 2019 per un percorso di 195,6 km, con partenza da Deinze ed arrivo a Nokere, in Belgio. La vittoria fu appannaggio dell'olandese Cees Bol, che completò il percorso in 4h32'37" alla media di 43,049 km/h, precedendo il tedesco Pascal Ackermann e il belga Jasper Philipsen.
Al traguardo di Nokere furono 143 i ciclisti, dei 167 partiti da Deinze, che portarono a termine la competizione.

## Squadre e corridori partecipanti
| N.      | Cod. | Squadra                     |
| ------- | ---- | --------------------------- |
| 1-7     | DQT  | Deceuninck-Quick-Step       |
| 11-17   | BOH  | Bora-Hansgrohe              |
| 21-27   | CPT  | CCC Team                    |
| 31-37   | LTS  | Lotto Soudal                |
| 41-46   | TKA  | Team Katusha Alpecin        |
| 51-56   | SKY  | Team Sky                    |
| 61-67   | SUN  | Team Sunweb                 |
| 71-76   | TFS  | Trek-Segafredo              |
| 81-87   | UAD  | UAE Team Emirates           |
| 91-97   | ANS  | Androni Giocattoli-Sidermec |
| 101-107 | COF  | Cofidis, Solutions Crédits  |
| 111-117 | COC  | Corendon-Circus             |
| 121-127 | DMP  | Delko Marseille Provence    |

| N.      | Cod. | Squadra                     |
| ------- | ---- | --------------------------- |
| 131-137 | TDE  | Direct Énergie              |
| 141-147 | HBA  | Hagens Berman Axeon         |
| 151-157 | ICA  | Israel Cycling Academy      |
| 161-167 | NIP  | Nippo-Vini Fantini-Faizanè  |
| 171-177 | RIW  | Riwal Readynez Cycling Team |
| 181-187 | ROC  | Roompot-Charles             |
| 191-197 | SVB  | Sport Vlaanderen-Baloise    |
| 201-207 | PCB  | Team Arkéa-Samsic           |
| 211-217 | VCB  | Vital Concept-B&B Hotels    |
| 221-227 | WVA  | Wallonie Bruxelles          |
| 231-237 | WGG  | Wanty-Gobert Cycling Team   |
| 241-247 | TIS  | Tarteletto-Isorex           |

## Ordine d'arrivo (Top 10)
| Pos. | Corridore           | Squadra       | Tempo    |
| ---- | ------------------- | ------------- | -------- |
| 1    | Cees Bol            | Sunweb        | 4h32'37" |
| 2    | Pascal Ackermann    | Bora          | s.t.     |
| 3    | Jasper Philipsen    | UAE           | s.t.     |
| 4    | Boy van Poppel      | Roompot       | s.t.     |
| 5    | Hugo Hofstetter     | Cofidis       | s.t.     |
| 6    | Jonas Van Genechten | Vital Concept | s.t.     |
| 7    | Justin Jules        | Wallonie      | s.t.     |
| 8    | Bram Welten         | Arkéa         | s.t.     |
| 9    | Jens Debusschere    | Katusha       | s.t.     |
| 10   | Lawrence Naesen     | Lotto         | s.t.     |